# Bandiera della Libia
La bandiera della Libia, a seguito della guerra civile libica del 2011, conclusasi il 20 ottobre dello stesso anno con la morte del colonnello Muʿammar Gheddafi, avvenuta dopo la presa di Sirte nello stesso giorno, è quella che aveva adottato il Consiglio nazionale di transizione (CNT).
Il CNT ha adottato come "emblema della Repubblica Libica" una bandiera pressoché identica a quella del Regno Unito di Libia (1951-1969). È composta da tre bande orizzontali: rossa, nera e verde (la banda centrale è grande il doppio delle altre due), che simboleggiano rispettivamente le regioni storiche Fezzan, Cirenaica e Tripolitania. Nella banda centrale sono raffigurate una mezzaluna e una stella bianca.

## Storia
La prima bandiera nazionale della Libia moderna venne adottata quando la nazione ottenne l'indipendenza nel 1951. Era composta da una mezzaluna calante ed una stella bianca, su un tricolore a bande orizzontali rosso-nero-verde (con la banda centrale di altezza doppia rispetto a quelle esterne).
A seguito del colpo di Stato del 1969, la bandiera venne sostituita da un tricolore con i colori panarabi: rosso, bianco e nero. Il disegno tutto in verde venne adottato nel 1977 (anno di fondazione della "Giamahiria libica"), dopo la dissoluzione della Federazione delle Repubbliche Arabe, entità che per breve tempo unì la Libia ad Egitto e Siria (da non confondersi con la Repubblica Araba Unita). La bandiera, completamente verde, era l'unica bandiera nazionale al mondo ad avere solo un colore e ad essere priva di disegni o insegne. Il verde è il colore tradizionale dell'Islam, la religione di Stato, e simboleggia anche il processo che portò al potere Gheddafi, noto come Rivoluzione verde.

## Bandiere storiche

Governatorato della Tripolitania (1864-1911)
Libia italiana (1912-1947)
Amministrazione alleata della Libia (Regno Unito) (1947-1949)
Emirato di Cirenaica (Regno Unito) (1949-1951)
Regno Unito di Libia (1951-1969)
Repubblica Araba Libica (1969-1972)
Federazione delle Repubbliche Arabe (1972-1977)
Gran Giamahiria Araba Libica Popolare Socialista (1977-2011)
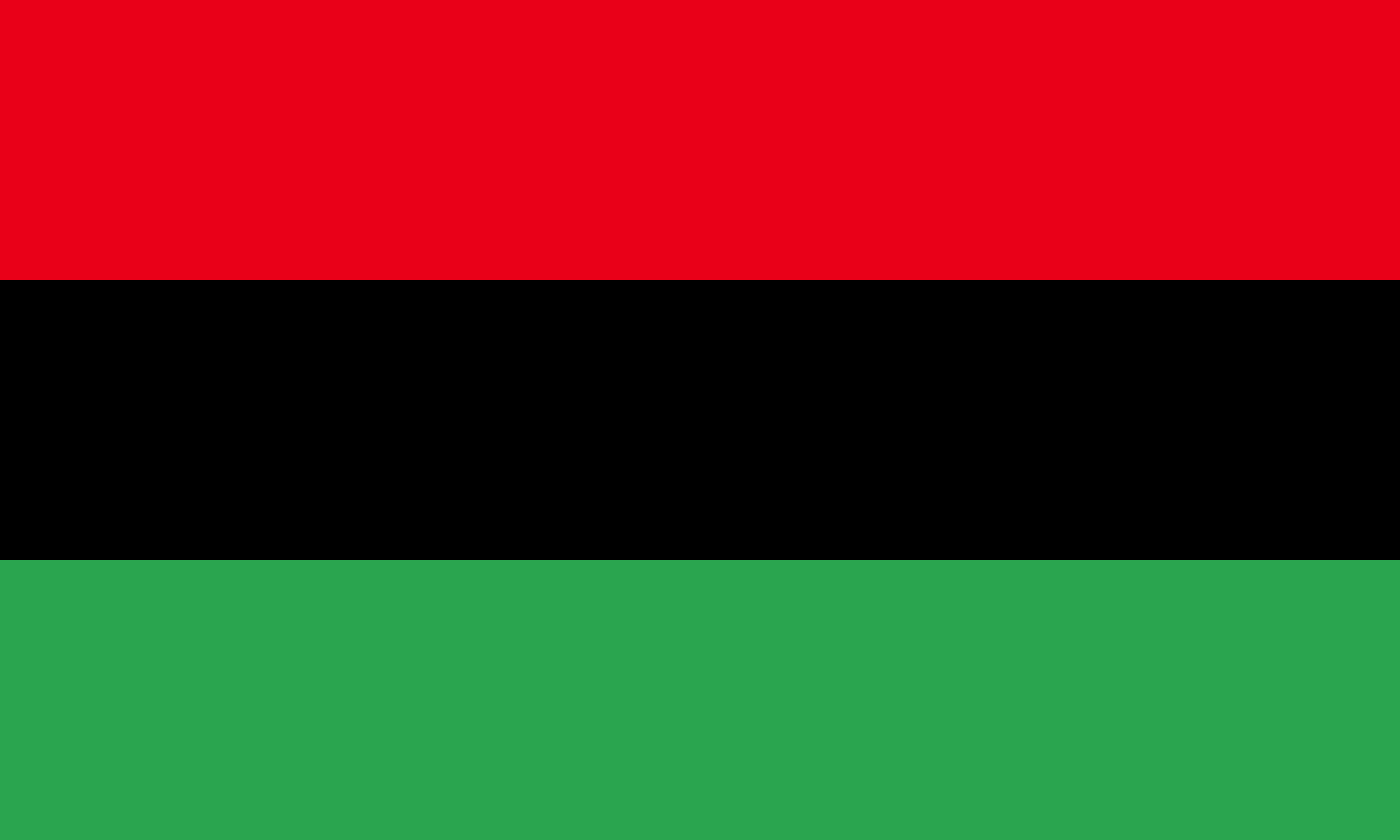
Bandiera usata dai ribelli durante la Guerra civile
Altra versione della bandiera usata dai ribelli durante la prima guerra civile libica, come osservata su numerose fotografie